# AStory
AStory (hangul: 에이스토리; rr: Eiseutori) é uma empresa coreana de produção de drama fundada em 2004 por Lee Sang-baek junto com seus amigos, o dramaturgo Choi Wan-kyu [ko] e o diretor You Chul-yong [ko], em Seul.

## Lista de obras

### Como empresa de produção

#### Com script
| Ano  | Título                                        | Título original           | Rede        | Notas                                        | Ref.        |
| ---- | --------------------------------------------- | ------------------------- | ----------- | -------------------------------------------- | ----------- |
| 2006 | Hyena                                         | 하이에나                  | tvN         |                                              |             |
| 2007 | Air City                                      | 에어시티                  | MBC TV      | com HB Entertainment                         |             |
| 2008 | General Hospital 2 [ko]                       | 종합병원 2                | MBC TV      | com MOPLUS                                   |             |
| 2010 | Cinderella's Stepsister                       | 신데렐라 언니             | KBS2        |                                              |             |
| 2010 | I Am Legend                                   | 나는 전설이다             | SBS TV      |                                              |             |
| 2010 | Please Marry Me [ko]                          | 결혼해 주세요             | KBS2        |                                              |             |
| 2011 | Baby Faced Beauty                             | 동안미녀                  | KBS2        |                                              |             |
| 2011 | Scent of a Woman                              | 여인의 향기               | SBS TV      |                                              |             |
| 2011 | Protect the Boss                              | 보스를 지켜라             | SBS TV      | com Protect the Boss Parceiros de produção   |             |
| 2012 | The King's Doctor                             | 마의                      | MBC TV      | com Kim Jong-hak Production                  |             |
| 2013 | You Are the Best!                             | 최고다 이순신             | KBS2        |                                              |             |
| 2013 | Who Are You?                                  | 후아유                    | tvN         |                                              |             |
| 2013 | Medical Top Team                              | 메디컬 탑팀               | MBC TV      |                                              |             |
| 2014 | My Lovely Girl                                | 내겐 너무 사랑스러운 그녀 | SBS TV      |                                              |             |
| 2015 | The Family is Coming                          | 떴다 패밀리               | SBS TV      |                                              |             |
| 2015 | Last                                          | 라스트                    | JTBC        | com JTBC Studios                             |             |
| 2015 | Love on a Rooftop                             | 오늘부터 사랑해           | KBS2        | com Curtain Call Inc.                        |             |
| 2015 | Second 20s                                    | 두번째 스무살             | tvN         | com JS Pictures                              |             |
| 2015 | Because It's the First Time                   | 처음이라서                | OnStyle     |                                              |             |
| 2016 | Signal                                        | 시그널                    | tvN         |                                              |             |
| 2016 | Five Enough                                   | 아이가 다섯               | KBS2        |                                              |             |
| 2016 | Fantastic                                     | 판타스틱                  | JTBC        |                                              |             |
| 2017 | Queen of Mystery                              | 추리의 여왕               | KBS2        |                                              |             |
| 2018 | Queen of Mystery 2                            | 추리의 여왕 2             | KBS2        | com Queen of Mystery 2 Parceiros de produção |             |
| 2018 | Miracle That We Met                           | 우리가 만난 기적          | KBS2        |                                              |             |
| 2018 | 100 Days My Prince                            | 백일의 낭군님             | tvN         | com Studio Dragon                            |             |
| 2018 | Kingdom                                       | 킹덤                      | Netflix     |                                              | [ 4 ]       |
| 2019 | My First First Love                           | 첫사랑은 처음이라서       | Netflix     |                                              |             |
| 2019 | Love with Flaws                               | 하자있는 인간들           | MBC TV      |                                              | [ 5 ]       |
| 2020 | Kingdom 2                                     | 킹덤 2                    | Netflix     |                                              | [ 6 ]       |
| 2020 | Cheat on Me If You Can                        | 바람피면 죽는다           | KBS2        |                                              | [ 7 ]       |
| 2021 | Jirisan                                       | 지리산                    | tvN         | com Studio Dragon e Baram Pictures           |             |
| 2022 | Extraordinary Attorney Woo                    | 이상한 변호사 우영우      | ENA (SkyTV) |                                              |             |
| 2022 | Big Mouth                                     | 빅 마우스                 | MBC TV      | com Studio Dragon                            |             |
| 2022 | People of the Blue House (título de produção) | 청와대 사람들             | KakaoTV     | com Kakao Entertainment                      | [ 8 ] [ 9 ] |
| 2022 | Something Happened in Bali                    | 발리에서 생긴 일          | Pendente    | remake com Victory Contents                  | [ 10 ]      |

#### Sem script
| Ano  | Título                    | Título original               | Rede         | Notas                                                 |
| ---- | ------------------------- | ----------------------------- | ------------ | ----------------------------------------------------- |
| 2021 | Saturday Night Live Korea | 새터데이 나이트 라이브 코리아 | Coupang Play | com Broadway Video e NBCUniversal Global Distribution |

### Como provedor de script
| Ano  | Título                    | Título original | Rede   | Notas |
| ---- | ------------------------- | --------------- | ------ | ----- |
| 2007 | Lee San, Vento do Palácio | 이산            | TV MBC |       |
| 2008 | O Reino dos Ventos        | 바람의 나라     | KBS2   |       |
| 2009 | Íris                      | 아이리스        | KBS2   |       |
| 2010 | Dong Yi                   | 동이            | TV MBC |       |
| 2010 | Atena: Deusa da Guerra    | 아테나          | TV SBS |       |

### Como proxy de produção
| Ano  | Título         | Título original | Rede   | Notas |
| ---- | -------------- | --------------- | ------ | ----- |
| 2011 | Minha princesa | 마이 프린세스   | TV MBC |       |

## Parcerias

### Produção e distribuição detrilhas sonoras
- kakao M (parceiro principal)
- Plus Media Entertainment